# Uganda i olympiska sommarspelen 1980
Uganda deltog i de olympiska sommarspelen 1980 med en trupp bestående av 13 deltagare, samtliga män, vilka deltog i 12 tävlingar i två sporter. Landets enda medalj var ett silver som togs av John Mugabi i boxning.

## Boxning
| Idrottare       | Gren    | Omgång 1                        | Omgång 2                          | Omgång 3                   | Kvartsfinal                 | Semifinal                    | Final                   |
| Idrottare       | Gren    | Motståndare Resultat            | Motståndare Resultat              | Motståndare Resultat       | Motståndare Resultat        | Motståndare Resultat         | Motståndare Resultat    |
| --------------- | ------- | ------------------------------- | --------------------------------- | -------------------------- | --------------------------- | ---------------------------- | ----------------------- |
| Charles Lubulwa | -48 kg  | bye                             | György Gedó (HUN) 1-RSC           | Gick inte vidare           | Gick inte vidare            | Gick inte vidare             | Gick inte vidare        |
| John Siryakibbe | 54 kg   | bye                             | Aleksandr Radev (BUL) RSC-1       | Ali Ben Moghenia (FRA) 5-0 | Bernardo Piñango (VEN) 2-KO | Gick inte vidare             | Gick inte vidare        |
| Geofrey Nyeko   | 60 kg   | bye                             | Richard Nowakowski (GDR) 1-RSC    | Gick inte vidare           | Gick inte vidare            | Gick inte vidare             | Gick inte vidare        |
| John Munduga    | 63,5 kg | Nelson José Rodriguez (VEN) 4-1 | Farouk Chanchoun Jawad (IRQ) 2-KO | Gick inte vidare           | Gick inte vidare            | Gick inte vidare             | Gick inte vidare        |
| John Mugabi     | 67 kg   | Georges Koffi (CGO) KO-1        | Paul Rasamimanana (MAD) KO-2      | ---                        | Mehmet Bogujevci (YUG) KO-1 | Kazimierz Szczerba (POL) 3-2 | Andrés Aldama (CUB) 1-4 |
| George Kabuto   | 71 kg   | Seifu Retta (ETH) 5-0           | Armando Martínez (CUB) 1-RSC      | Gick inte vidare           | Gick inte vidare            | Gick inte vidare             | Gick inte vidare        |
| Peter Odhiambo  | 75 kg   | bye                             | John Martins (NGR) KO-2           | ---                        | Jerzy Rybicki (IRQ) 0-5     | Gick inte vidare             | Gick inte vidare        |

## Friidrott
Herrarnas 400 meter
- Silver Ayoo
  - Heat — 47,78
  - Kvartsfinal — 47,03 (gick inte vidare)

- Charles Dramiga
  - Heat — 48,69 (gick inte vidare)

Herrarnas 400 meter häck
- John Akii-Bua
  - Heat — 50,87
  - Semifinal — 51,10 (gick inte vidare)

Herrarnas 4 x 400 meter stafett
- Pius Olowo
- Charles Dramiga
- John Akii-Bua
- Silver Ayoo
  - Försöksheat — 3:07,0 (gick inte vidare)

Herrarnas längdhopp
- Fidelis Ndyabagye
  - Kval — NM (gick inte vidare)

Herrarnas spjutkastning
- Justin Arop
  - Kval — 82,68
  - Final — 77,34 (12:e plats)